# Улица Владислава Духина
Улица Владислава Духина́ — улица в кварталах 547, 550 города Ставрополя. Является одной из новых улиц города.

## Название
Названа 28 августа 2002 года Решением Ставропольской городской Думы №143, в честь Героя Российской Федерации Духина Владислава Анатольевича, командира отделения 6-й парашютно-десантной роты 104-го гвардейского полка 76-й воздушно-десантной дивизии, погибшего при исполнении воинского долга в Чеченской Республике в марте 2000 года.